# Nationale Sluitingsprijs 2013
Il Nationale Sluitingsprijs 2013, ottantesima edizione della corsa, valido come evento dell'UCI Europe Tour 2013 categoria 1.1, si svolse il 15 ottobre 2013 per un percorso di 183,6 km. Fu vinto dal belga Jens Debusschere, al traguardo in 4h02'08" alla media di 45,49 km/h.
Furono 114 in totale i ciclisti che portarono a termine il percorso al traguardo di Putte.

## Squadre e corridori partecipanti
| N.      | Cod. | Squadra                        |
| ------- | ---- | ------------------------------ |
| 1-8     | KOG  | Koga Cycling Team              |
| 11-18   | LTB  | Lotto-Belisol Team             |
| 21-28   | ARG  | Team Argos-Shimano             |
| 31-38   | VCD  | Vacansoleil-DCM                |
| 41-48   | CRE  | Crelan-Euphony                 |
| 51-58   | TSV  | Topsport Vlaanderen-Baloise    |
| 61-68   | SKT  | An Post-Chainreaction          |
| 71-78   | CMD  | Colba-Superano Ham             |
| 81-88   | CCB  | Colorcode-Biowanze             |
| 91-98   | DOL  | Doltcini-Flanders              |
| 101-108 | PCW  | T.Palm-Pôle Continental Wallon |

| N.      | Cod. | Squadra                     |
| ------- | ---- | --------------------------- |
| 111-118 | TWJ  | To Win-Josan Cycling Team   |
| 121-128 | JVC  | Ventilair-Steria            |
| 131-138 | WIL  | Vérandas Willems            |
| 141-148 | WBC  | Wallonie-Bruxelles          |
| 151-158 | TRS  | Team Quantec-Indeland       |
| 161-168 | CCD  | Team Differdange-Losch      |
| 171-178 | RIJ  | Cyclingteam De Rijke-Shanks |
| 181-188 | CJP  | Cyclingteam Jo Piels        |
| 191-198 | MET  | Metec-TKH Continental       |
| 201-208 | AJW  | Accent Jobs-Wanty           |
| 211-218 | MMM  | Team 3M                     |

## Ordine d'arrivo (Top 10)
| Pos. | Corridore             | Squadra          | Tempo    |
| ---- | --------------------- | ---------------- | -------- |
| 1    | Jens Debusschere      | Lotto-Belisol    | 4h02'08" |
| 2    | Timothy Dupont        | Ventilair-Steria | s.t.     |
| 3    | Reinardt van Rensburg | Argos-Shimano    | s.t.     |
| 4    | Boris Vallee          | Colorcode        | s.t.     |
| 5    | Michael Van Staeyen   | Topsport Vl.     | s.t.     |
| 6    | Dylan Groenewegen     | De Rijke-Sh.     | s.t.     |
| 7    | Steven Doms           | To Win-Josan     | s.t.     |
| 8    | Kevin Suarez Martinez | Doltcini         | s.t.     |
| 9    | Jarl Salomein         | Topsport Vl.     | s.t.     |
| 10   | Wesley Kreder         | Vacansoleil      | s.t.     |